# Adolf von Strümpell
Adolf von Strümpell, född den 28 juni 1853 i Neu-Autz i Kurland, död den 8 januari 1925 i Leipzig, var en tysk läkare, son till Ludwig von Strümpell och systerson till August Bielenstein. 
von Strümpell blev 1875 medicine doktor och 1883 extra ordinarie professor i medicin i Leipzig. Han kallades till ordinarie professor 1886 i Erlangen och 1903 i Breslau, 1909 i Wien och 1910 i Leipzig. Han bearbetade särskilt nervsystemets sjukdomar och redigerade från 1891 facktidskriften "Deutsche Zeitschrift für Nervenheilkunde". Hans Lehrbuch der speziellen Pathologie und Therapie der inneren Krankheiten (2 band, 1883) upplevde 19 upplagor (1914) och översattes till de flesta europeiska språk.